# Adampil, Stara Sîneava
Adampil (în ucraineană Адампіль) este localitatea de reședință a comunei Adampil din raionul Stara Sîneava, regiunea Hmelnîțkîi, Ucraina.

## Demografie
Componența lingvistică a localității Adampil
     Ucraineană (98,85%)
     Alte limbi (0,94%)
Conform recensământului din 2001, majoritatea populației localității Adampil era vorbitoare de ucraineană (98,85%), existând în minoritate și vorbitori de alte limbi.